# Кадрие Джесур
Кадрие Джесур (на турски: Kadriye Cesur) е турска поетеса и преводачка.

## Биография и творчество
Кадрие Джесур е родена през 1968 г. в Момчилград, България. Завършва предучилищна педагогика в Пловдивския университет „Паисий Хилендарски“ и турска филология в Шуменския университет „Епископ Константин Преславски“. Нейни стихотворения са публикувани на български език в регионални, университетски и централни издания до 1989 г., когато по време на процеса на принудителна миграция заминава за Турция. Живее известно време в Бурса. Получава магистърска степен в катедрата по руски език и литература на Истанбулския университет. За известно време работи в различни отдели на средните училища към Министерството на народната просвета като учител-специалист.
Кадрие Джесур пише поезия на български и на турски език. Тя е активен преводач на художествена литература от турски на български и от български на турски език. В неин превод на турски език са публикувани разкази на Йордан Радичков, Николай Хайтов, Ивайло Петров, Деян Енев, Ангел Г. Ангелов, Кристин Димитрова, пиеси на Йордан Радичков, Петър Анастасов, Емил Бонев, Съби Събев, поезия на Христо Фотев, Любомир Левчев, Антон Баев, Едвин Сугарев, Валери Петров, Петя Дубарова, Блага Димитрова, Йордан Кръчмаров, Божана Апостолова, Димитър Калев, Красимир Симеонов, Сашо Серафимов, Аксиния Михайлова, Светлозар Игов, Димитър Калев, Красимир Симеонов, Димитър Кенаров и др.
Член е на литературния ПЕН клуб на Турция и на Съюза на турските преводачи. Работи и като главен редактор на литературното списание „Небет тепе“ (Nöbettepe), издавано в Пловдив двуезично (на турски и български).
Кадрие Джесур живее в Истанбул.

## Произведения

### Преводи

#### От турски на български език
- Целува всичко времето (2007) – поезия от Енвер Ерджан (съвместно с Хюсеин Мевсим)[2]
- Съвременна турска поезия (2007) – от Хилми Явуз, Юлкю Тамер, Йоздемир Индже, Атаол Бехрамоглу, Гювен Туран, Джеват Чапан (съвместно с Хюсеин Мевсим)[5]
- Съвременна женска проза от Турция (2008) – от Налян Барбаросоглу, Айфер Тунч, Мюге Ипликчи, Хатидже Мерием, Сема Кайгусуз, Шебнем Ишигюзел
- Вечерта и пустинята (2009) – от Хилми Явуз (съвместно с Хюсеин Мевсим)
- Градината с люляците (2009) – разкази от Феридун Андач (съвместно с Хюсеин Мевсим)
- Листопад (2010) – от Решат Нури Гюнтекин
- Някога в едно лято (2010) – поезия от Атаол Бехрамоглу (съвместно с Хюсеин Мевсим)
- Писма до Сан Джовани (2011) – разкази от Йозджан Карабулут
- Снежни приказки (2011) – разкази от Феридун Андач (съвместно с Хюсеин Мевсим)
- Антични болки (2011) – от Сунай Акън
- Безсъние (2011) – поезия от Йоздемир Индже
- Стихове за раните (2012) – от Хилми Явуз
- Следи от криле (2012) – от Нихат Йоздал
- Последен влак за Истанбул (2012) – от Айше Кулин
- Антология съвременна турска поезия (2014)
- Малки хора (2015) – от Саит Фаик Абасъянък

#### От български на турски език
- Işık Külü: Seçme Şiirler (2006) – от Любомир Левчев[5]